# Os Elementos

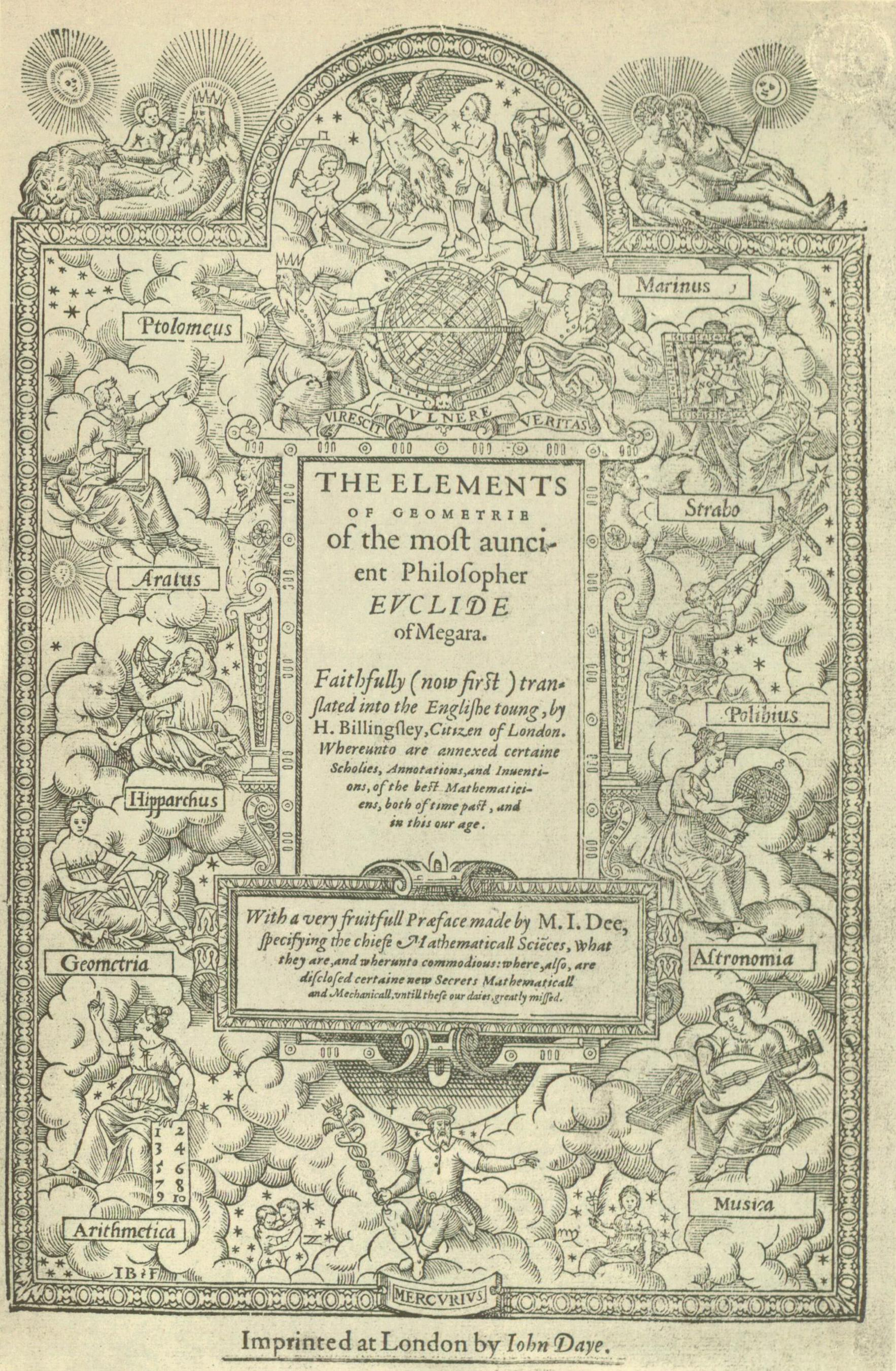
O frontispício da primeira edição de Sir Henry Billingsley em língua inglesa dos Elementos de Euclides, de 1570

Os Elementos (em grego: Στοιχεῖα; romaniz.: Stoicheía) é um tratado matemático e geométrico consistindo de 13 livros escrito pelo matemático grego Euclides em Alexandria por volta de 300 a.C.. Ele engloba uma coleção de definições, postulados (axiomas), proposições (teoremas e construções) e provas matemáticas das proposições. Os treze livros cobrem a geometria euclidiana e a versão grega antiga da teoria dos números elementar. Parece que Euclides pretendia reunir três grandes descobertas do seu tempo: a teoria das proporções de Eudoxo (Livro V), a teoria dos irracionais de Teeteto e a teoria dos cinco sólidos regulares, que ocupava um lugar importante na cosmologia de Platão.
Com a exceção do Sobre a Esfera Movente de Autólico de Pitane, os Elementos é o tratado grego sobrevivente mais antigo e contém o tratamento axiomático-dedutivo sobrevivente mais antigo da matemática. Ele se provou útil na construção da lógica e da ciência moderna.
Os Elementos de Euclides é o livro didático mais bem-sucedido e influente já escrito. Tendo sido colocado em tipos primeiramente em Veneza em 1482, é um dos primeiros trabalhos de matemática a ser impresso depois da invenção da prensa móvel e perde somente para a Bíblia em número de edições publicadas, com o número batendo nas mil edições.

## História

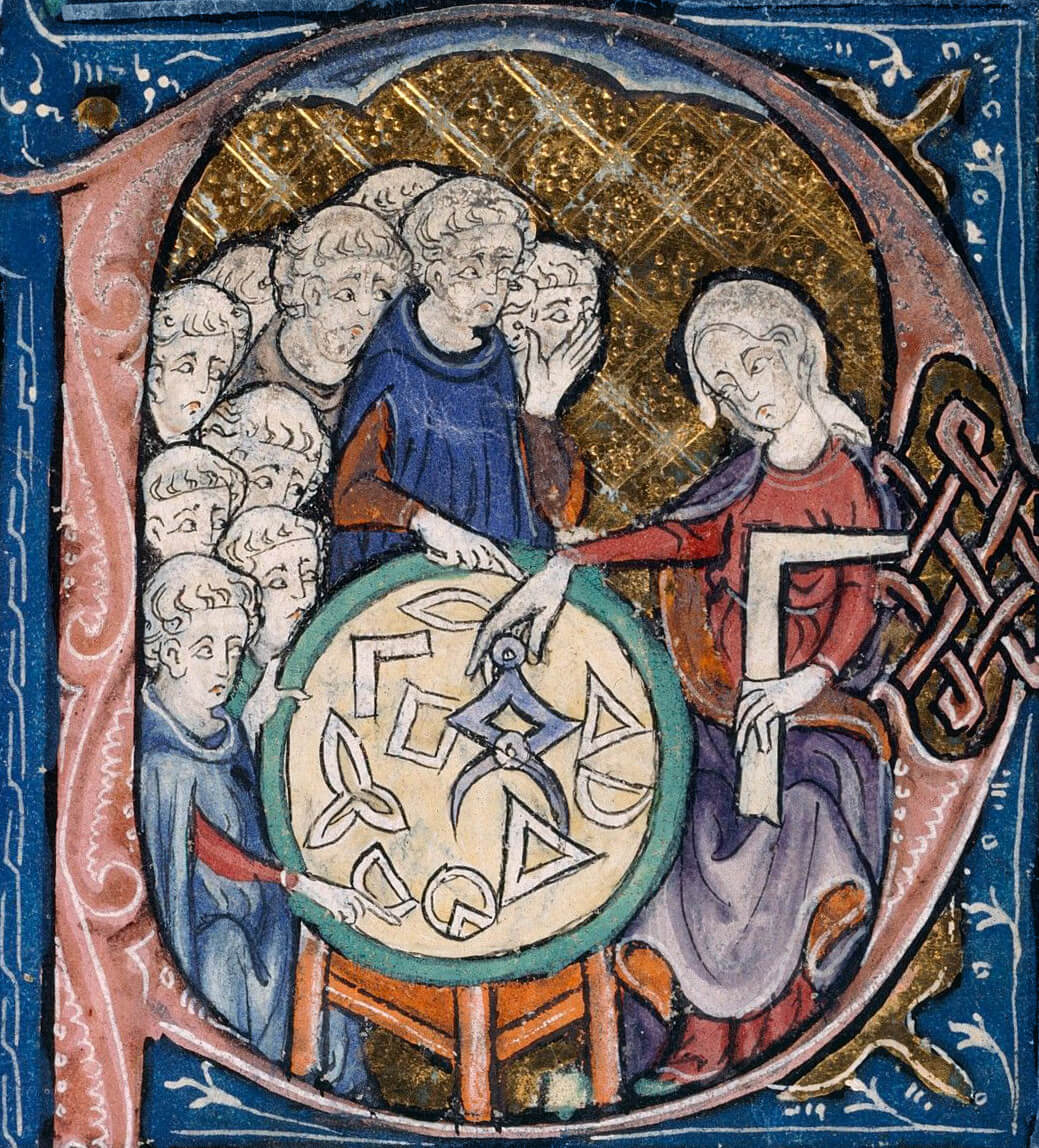
O frontispício de uma tradução latina de Adelardo de Bath dos Os Elementos de Euclides, c. 1309–1316; a tradução latina mais antiga sobrevivente de contendo também algum trabalho original.

Proclo, um matemático grego que viveu vários séculos depois de Euclides, escreveu no seu comentário dos Elementos: "Euclides, que juntou os Elementos, coletando muitos dos teoremas de Eudoxo, aperfeiçoando muitos dos de Teeteto e também fornecendo demonstrações irrefutáveis de coisas que foram somente fracamente provadas por seus predecessores".
Apesar de conhecido a figuras como Cícero, por exemplo, não existe registro sobrevivente do texto ter sido traduzido para o latim antes de Boécio no século V ou VI. Os árabes receberam Os Elementos dos bizantinos em aproximadamente 760; essa versão, de Proclo, foi traduzida ao árabe sob o califa Harune Arraxide cerca de 800. A primeira edição impressa apareceu em 1482 (baseada na edição em latim de Giovanni Campano de 1260), que foi usada por Pedro Nunes (1502-1578), que a citou diversas vezes em seus escritos. Em 1570, John Dee escreveu um "Prefácio Matemático" amplamente respeitado, junto com fartas notas e material suplementar à primeira edição inglesa por Henry Billingsley.
Em 1768, Angelo Brunelli publicou uma tradução em língua portuguesa dos Livros de I a VI, XI e XII, usando a tradução latina de Frederico Comandino incluindo as notas dessa versão, de autoria de Roberto Sinson (1687-1768). Este livro foi muito usado nas escolas portuguesas, recebendo novas edições em 1790, 1792, 1824, 1835, 1839, 1852, 1855 e 1862. Mas nessa época já havia outros livros de Geometria, didaticamente mais adequados ao ensino, notadamente o Éléments de Géométrie de Legendre, que também foi traduzido para o português e muito usado nas escolas brasileiras.
Cópias do texto grego ainda existem, algumas das quais podem ser encontradas na Biblioteca do Vaticano e na Biblioteca Bodleiana em Oxford. Os manuscritos disponíveis são de qualidade variada, e sempre incompletos. Por meio de uma análise minuciosa dos originais e das traduções, tem sido feitas hipóteses sobre o conteúdo dos textos originais (que estão todos perdidos).

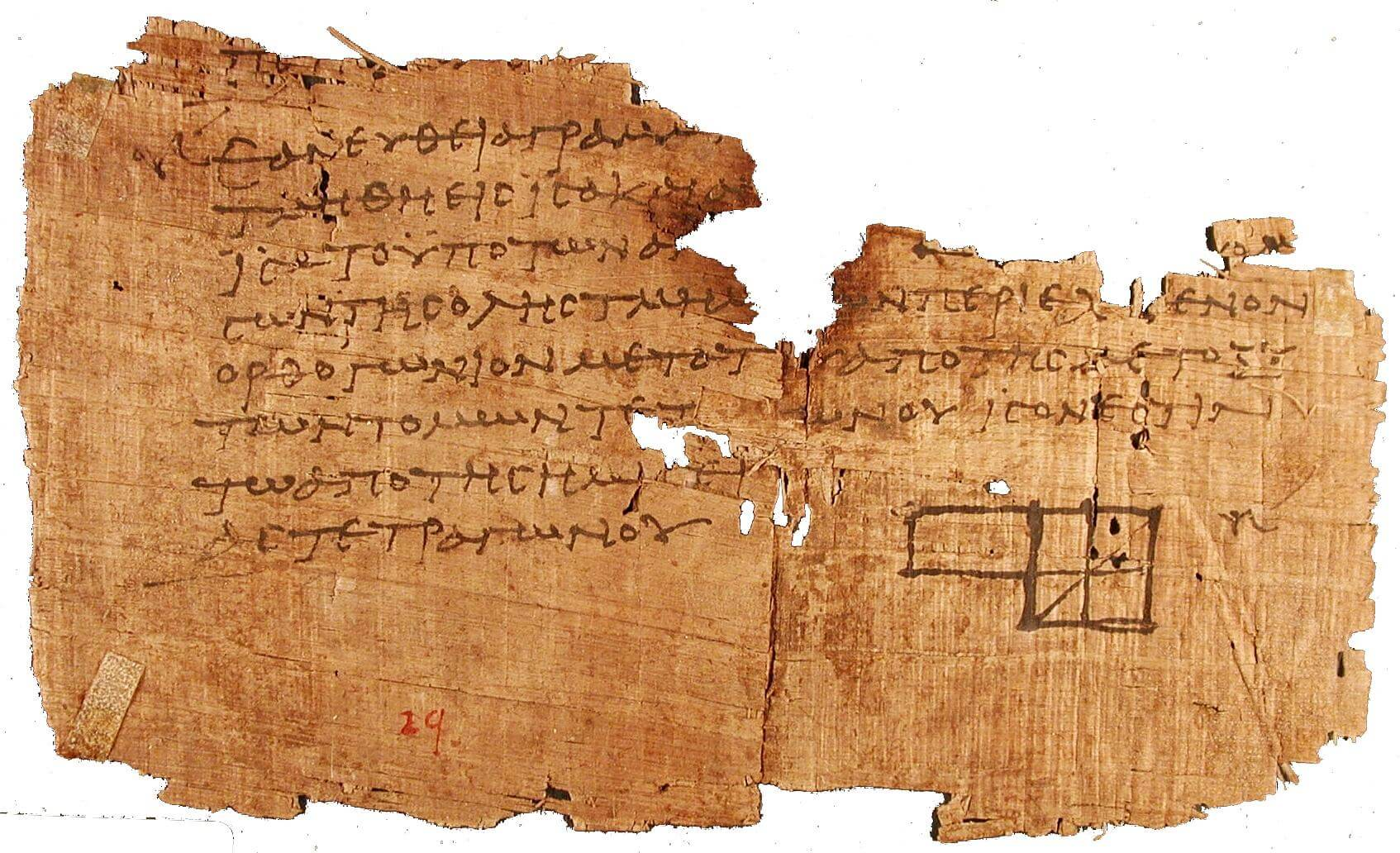
Um fragmento dos Elementos encontrado no final do século XIX entre os Papiros de Oxirrinco, datado de cerca de 100 d.C. O diagrama acompanha a Proposição 5 do Livro II dos Elementos. Pela falta de espaços entre as palavras, e por estas serem partidas ao final das linhas, acredita-se que tenha sido escrito por alguém que não era um escriba profissional, possivelmente para uso pessoal. Atualmente se encontra no Museu de Arqueologia e Antropologia da Universidade da Pensilvânia.

Textos antigos se referem aos Elementos e a outras teorias matemáticas da época de Euclides também são importantes nesse processo. Tais análises são conduzidas por J. L. Heiberg e Sir Thomas Little Heath nas suas edições do texto. Também importantes são os escólios, ou anotações ao texto. Esses acréscimos, que quase sempre se distinguiam do próprio texto (dependendo do manuscrito), gradualmente acumularam ao longo do tempo dependendo do que as opiniões achavam que merecia ser explicado ou elucidado. Algumas delas são úteis e contribuem ao texto e outras não.
As cópias mais antigas sobreviventes são um exemplar (datado de 888) que fazia parte da biblioteca do bispo Aretas de Cesareia (Cesareia, na Capadócia), e foi baseado numa edição com comentários e acréscimos de Teão de Alexandria, um matemático do século IV. Em 1808 foi "descoberto" na Biblioteca do Vaticano um exemplar datado do século IX ou X, mas baseado numa versão anterior à de Teão, o que permitiu interessantes comparações.
Em 2009 foi publicada a primeira tradução completa da obra para o português. O trabalho deve-se ao pesquisador Irineu Bicudo, professor do Departamento de Matemática do Instituto de Geociências e Ciências Exatas (Unesp/RC).

### Um texto difícil
Apesar da coleção de 13 livros que constituem a obra Os Elementos serem consideradas hoje um texto elementar sobre geometria, não foi sempre assim. Conta-se que o rei Ptolomeu pediu um caminho na geometria que fosse mais curto do que Os Elementos. Euclides respondeu que "não há estrada real para a geometria."  Mais recentemente, Sir Thomas Little Heath escreveu na introdução da edição de 1932 da editora Everyman's Library.
"A simples verdade é a de que ele não foi escrito para meninos e meninas em idade escolar, mas para homens crescidos que teriam o conhecimento e capacidade de julgamento necessários para apreciar os assuntos altamente controvertidos que devem ser abordados em qualquer tentativa de se estabelecer os pontos essenciais da geometria euclidiana como um sistema lógico…".
A primeira passagem difícil do Livro I é chamada de pons asinorum, que em latim significa "ponte de burros" (tradicionalmente, é difícil fazer burros cruzarem uma ponte).

## Influência dosElementos

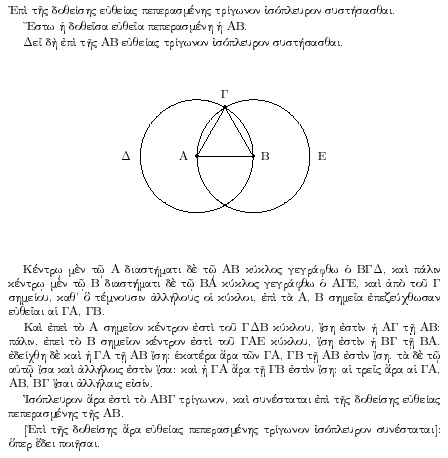
Uma prova dos Elementos que, dado um segmento de reta, existe um triângulo equilateral que inclui o segmento como um de seus lados. A prova é por construção: um triângulo equilateral ΑΒΓ é feito desenhando-se os círculos Δ e Ε centrados nos pontos Α e Β, e tomando uma intersecção do círculo como o terceiro vértice do triângulo.

Os Elementos é ainda considerado uma obra-prima da aplicação da lógica à matemática. Em um contexto histórico, se tem provado enormemente influente em muitas áreas da ciência. Os cientistas Nicolaus Copernicus, Johannes Kepler, Galileo Galilei e Sir Isaac Newton foram todos influenciados pelos Elementos e aplicaram seu conhecimento à sua obra. Matemáticos e filósofos como Bertrand Russell, Alfred North Whitehead e Baruch Spinoza tentaram criar seus próprios "elementos" fundamentais de suas respectivas disciplinas, adotando as estruturas dedutivas axiomatizadas introduzidas pela obra de Euclides.
O sucesso dos Elementos é devido primeiramente à sua apresentação lógica da maior parte do conhecimento matemático disponível para Euclides. Muito do material não é formado de ideias originais dele, apesar de que muitas das provas o são. No entanto, o desenvolvimento sistemático do seu assunto, de um pequeno corpo de axiomas a profundos resultados, e a consistência de sua abordagem ao longo dos Elementos encorajou o seu uso como livro didático por mais de 2 000 anos. Os Elementos ainda tem sua influência sobre livros modernos de geometria. Além disso, sua abordagem axiomática lógica e suas provas rigorosas são reconhecidamente válidas até hoje.
Apesar dos Elementos ser primariamente um livro de geometria, ele também inclui resultados que seriam classificados hoje como teoria dos números. Euclides provavelmente escolheu descrever resultados obtidos na teoria dos números em termos da geometria porque ele não conseguiu desenvolver uma abordagem construtiva à aritmética. Uma construção usada em qualquer das provas de Euclides requeria uma prova que fosse verdadeiramente possível. Isso evitava o problema que os pitagóricos encontraram com os irracionais, uma vez que suas provas falaciosas geralmente requeriam colocações do tipo "Encontre a maior medida comum de …".

## Resumo dosElementos[14]
- Definições

I) Ponto é o que não tem partes nem grandeza alguma.
II) Linha é o que tem comprimento e não tem largura.
III) As extremidades da linha são pontos.
IV) Linha reta é aquela que está posta igualmente entre as suas extremidades.
V) Superfície é o que tem comprimento e largura.
VI) As extremidades da superfície são linhas.
etc.
- Postulados

Os três primeiros postulados não são axiomas no sentido moderno, mas ações atômicas cuja realização é bem conhecida e intuitiva.
Seja o seguinte postulado
Desenhar uma linha reta de um ponto a outro ponto.
Produzir uma linha reta finita continuamente em outra linha reta.
Escrever um círculo dado qualquer centro e qualquer raio.
Todos os ângulos retos são iguais.
Se uma linha reta caindo em duas linhas retas faz a soma dos ângulos interiores do mesmo lado ser inferior a dois ângulos retos as duas linhas retas, se produzidas indefinidamente, se encontram naquele lado onde os ângulos são inferiores a dois ângulos retos.

### O postulado das paralelas

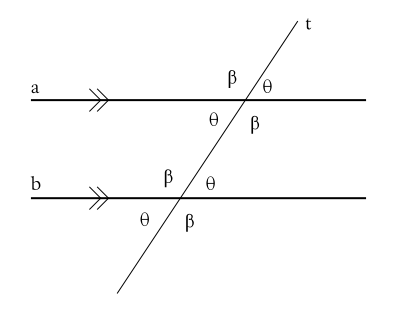
se a soma de dois ângulos interiores é igual a 180°, as linhas são paralelas e nunca se interseccionarão.

O último dos cinco postulados de Euclides requer atenção especial. O chamado postulado das paralelas sempre pareceu ser menos óbvio que outros. O próprio Euclides o usou apenas esparsamente ao longo do resto dos Elementos. Muitos geômetras suspeitaram que ele poderia ser provado a partir dos outros postulados, mas todas as tentativas nesse sentido falharam.
Em meados do século XIX, foi mostrado que não existia prova assim, porque é possível construir geometrias não-euclidianas onde o postulado das paralelas é falso, enquanto os outros postulados permanecem verdade. Por essa razão, os matemáticos dizem que o quinto postulado é independente dos outros.
Duas alternativas ao postulado das paralelas são: ou um número infinito de paralelas pode ser traçado através de um ponto não em uma linha reta, formando uma geometria hiperbólica (também chamada  geometria de Lobachevsky), ou nenhuma pode, com em uma geometria elíptica (também chamada geometria Riemanniana). Que outras geometrias podiam ser logicamente consistentes foi uma das descobertas mais importantes da matemática, com vastas implicações para a ciência e a filosofia. Com razão, a teoria da relatividade geral de Albert Einstein mostra que o espaço real em que vivemos é não-euclidiano.
- Noções comuns

Coisas que são iguais a uma mesma coisa são iguais uma à outra. Em termos de álgebra moderna, {\displaystyle a=b,c=b\Rightarrow a=c}
Se iguais são adicionados a iguais, os totais são iguais. Modernizando a terminologia, temos {\displaystyle a=b\Rightarrow a+c=b+c}
Se iguais são subtraídos de iguais, os restantes são iguais. {\displaystyle a=b\Rightarrow a-c=b-c}
Coisas que coincidem uma com a outra são iguais uma à outra. Se posso gerar a forma geométrica A mediante translações, rotações e inversões ao redor de uma reta (estas operações são conhecidas como isometrias) de uma figura B, então A e B são iguais.
O todo é maior que a parte. Utilizada no sentido de que, se A é um divisor de B, então A é menor ou igual a B.

## Crítica
Apesar de seu sucesso e de sua aceitação universal por tanto tempo, os Elementos tem sido criticado por ter provas e definições insuficientes (pelos padrões da matemática moderna). Por exemplo, na primeira construção do Livro I, Euclides usa uma premissa que não foi nem postulada nem provada: que dois círculos centrados na distância dos seus raios têm dois pontos de intersecção. Mais tarde, na quarta construção, ele usou o movimento de triângulos para provar que se dois lados e dois ângulos são iguais, então eles são congruentes; no entanto, ele nem postulou ou mesmo definiu movimento.
O movimento crítico iniciou-se provavelmente no final do século XVII, com John Wallis, continuando um pouco difuso durante o século seguinte, com o abade jesuíta Saccheri e os matemáticos Lambert e Gauss. Mas é no século XIX que a crítica a Euclides assume suas últimas consequências, quer nas geometrias alternativas propostas por Bolyai, Lobachewski e Riemann quer na refundamentação da geometria euclidiana por Moritz Pasch, Richard Dedekind e David Hilbert, que tentaram reformular os axiomas dos Elementos, por exemplo, adicionando um axioma de continuidade e um axioma de congruência.
O matemático e historiador W. W. Rouse Ball pôs as críticas em perspectiva, lembrando que "o fato de que por dois mil anos Os Elementos foi o livro didático padrão no assunto levanta uma forte indicação de que ele não é inútil para seus propósitos."

## Apócrifos
Não era raro nos tempos antigos atribuir a autores celebrados obras que não tinham sido escritas por eles. É dessa forma que os livros apócrifos XIV e XV dos Elementos foram por vezes incluídos na coleção. O ilegítimo Livro XIV foi provavelmente escrito por Hípsicles com base em um tratado de Apolônio. O livro dá seguimento à comparação de Euclides  de sólidos regulares inscritos em esferas, com o principal resultado sendo o de que a razão das superfícies do dodecaedro e do icosaedro inscritos na mesma esfera é igual à razão dos seus volumes: {\displaystyle {\sqrt {\tfrac {10}{3(5-{\sqrt {5}})}}}.}
O ilegítimo Livro XV foi provavelmente escrito, pelo menos em parte, por Isidoro de Mileto. Este livro inferior cobre entre outros assuntos a contagem do número de arestas e ângulos em sólidos regulares e encontrar a medida dos ângulos diédricos formados pelas faces que se encontram em uma aresta.

## Edições
- 1460, Regiomontanus (incompleta)

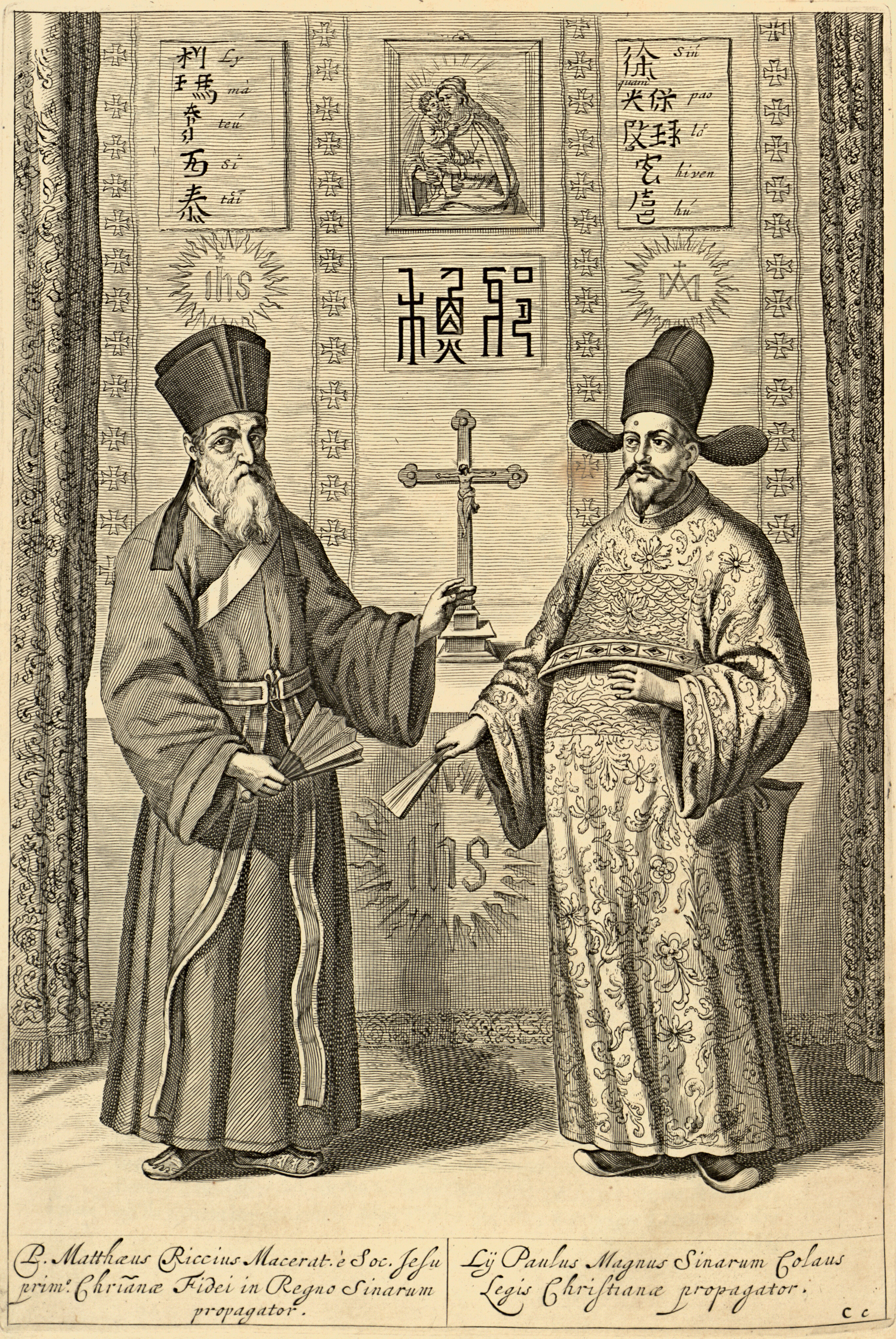
O jesuíta italiano Matteo Ricci (esquerda) e o matemático chinês Xu Guangqi (direita) publicaram a edição chinesa dos Elementos (幾何原本) em 1607.

- 1533, editio princeps por Simon Grynäus
- 1572, Commandinus
- 1574, Cristóvão_Clávio - Tambem conhecido por Christopher Clavius

### Traduções
- 1505, Bartolomeo Zamberti (Latim)
- 1543, Venturino Ruffinelli (Italiano)
- 1555, Johann Scheubel (Alemão)
- 1562, Jacob Kündig (Alemão)
- 1564, Pierre Forcadel de Beziers (Francês)
- 1570, John Day  (Inglês)
- 1576, Rodrigo de Zamorano (Espanhol)
- 1594, Typografia Medicea (edição da tradução árabe de Nasir al-Din al-Tusi)
- 1607, Matteo Ricci, Xu Guangqi (Chinês)
- 1660, Isaac Barrow (Inglês)
- 2009, Irineu Bicudo (Português)

### Edições contemporâneas
- "Elementos" (em espanhol) 3 vols, 1996. Gredos ISBN 84-249-1464-3
- "Thirteen Books of Euclid´s Elements" 3 vols., 1954. Dover Science. ISBN 0-486-60088-2
- "Euclid's Elements - All thirteen books in one volume"  Green Lion Press.  ISBN 1-888009-18-7

Baseado na tradução de Heath.
- "Os Elementos" (primeira tradução completa para o Português diretamente do Grego Clássico; Tradutor: Irineu Bicudo). Editora Unesp. ISBN 978-85-7139-935-8.